# Coopérative de crédit valdôtaine
La Coopérative de crédit valdôtaine, appelée aussi CC valdôtaine (en italien, Banca di credito cooperativo valdostana), est la banque de référence au niveau régional pour la Vallée d'Aoste. Elle vise à soutenir les activités locales, ensemble avec les organes financiers régionaux de la Vallée d'Aoste, afin de promouvoir leur développement.

## Les étapes
- 1972 : Constitution de la Caisse rurale et artisanale, par l'Association des viticulteurs de Gressan ;
- 12 novembre 1978 : Constitution officielle de la Caisse rurale et artisanale de Gressan ;
- 5 janvier 1981 : Obtention de l'autorisation de la banque d'Italie, à la suite de la loi régionale n°21 du 13 mai 1980 ;
- 1987 : Création de la Caisse rurale et artisanale de Fénis, Nus et Saint-Marcel ;
- 1991 :  Création de trois autres caisses rurales et artisanales, à Saint-Christophe, à La Salle (Caisse du Mont Blanc), et à Saint-Pierre (Caisse du Grand Paradis) ;
- 1993 : Une nouvelle loi italienne confie aux caisses rurales, qui acquièrent la dénomination Banca di Credito Cooperativo (en Vallée d'Aoste, Coopérative de crédit), les mêmes pouvoirs que toute autre banque ;
- 1996 : La coopérative de crédit de Saint-Christophe intègre celle de Gressan, en donnant lieu à la Coopérative de crédit de Gressan et de Saint-Christophe ; les coopératives de crédit de La Salle et de Saint-Pierre fusionnent et créent la Coopérative de crédit Grand-Paradis - Mont-Blanc ;
- 1997 : Inauguration du nouveau siège de la Coopérative de crédit de Gressan et de Saint-Christophe à Gressan ;
- 2000 : Fusion de la Coopérative de crédit de Gressan et de Saint-Christophe à la Coopérative de crédit Grand-Paradis - Mont-Blanc, qui donnent lieu à la Coopérative de crédit valdôtaine ;
- 2001 : Inauguration de la salle de conférences de la Coopérative de crédit valdôtaine à Gressan ;
- Décembre 2003 : La Coopérative de crédit valdôtaine acquiert la Banque de la Vallée d'Aoste et inclut la basse vallée par l'ouverture des filiales de Verrès et de Pont-Saint-Martin ;
- 1er décembre 2009 : Fusion de la Coopérative de crédit valdôtaine à la Coopérative de Crédit de Fénis, Nus et Saint-Marcel, afin de créer un institut bancaire et de crédit unique pour toute la région Vallée d'Aoste, qui puisse travailler en prise directe avec les organes financiers régionaux de la Vallée d'Aoste, visant ainsi le développement des activités au niveau local.

## La distribution sur le territoire
Le siège se situe à Gressan, 26, hameau Taxel.
Les filiales se trouvent à :
- Antey-Saint-André : 38/C, loc. Filey ;
- Aoste : 
  - 10, place de l'Arc d'Auguste
  - 24, rue Antoine Gramsci
  - 30, avenue Lanciers d'Aoste
- Arvier : 76, rue Conrad Gex ;
- Breuil : 34, place Guy Rey ;
- Chambave : 8, loc. Champagne ;
- Charvensod : 137, loc. Pont-Suaz ;
- Cogne : 15, rue docteur César Grappein ;
- Fénis : 25, loc. Chez-Sapin ;
- La Salle : 11, loc. Le Pont ;
- La Thuile : 20, rue Marcel Collomb ;
- Nus : 1, rue d'Aoste ;
- Pila : Résidence Bouton d'or ;
- Pont-Saint-Martin : 124, rue Émile Chanoux ;
- Saint-Christophe : 14, loc. Croix-Noire ;
- Saint-Pierre : 5, loc. Tache ;
- Verrès : 4, place abbé Charles Boschi

## Galerie de photos

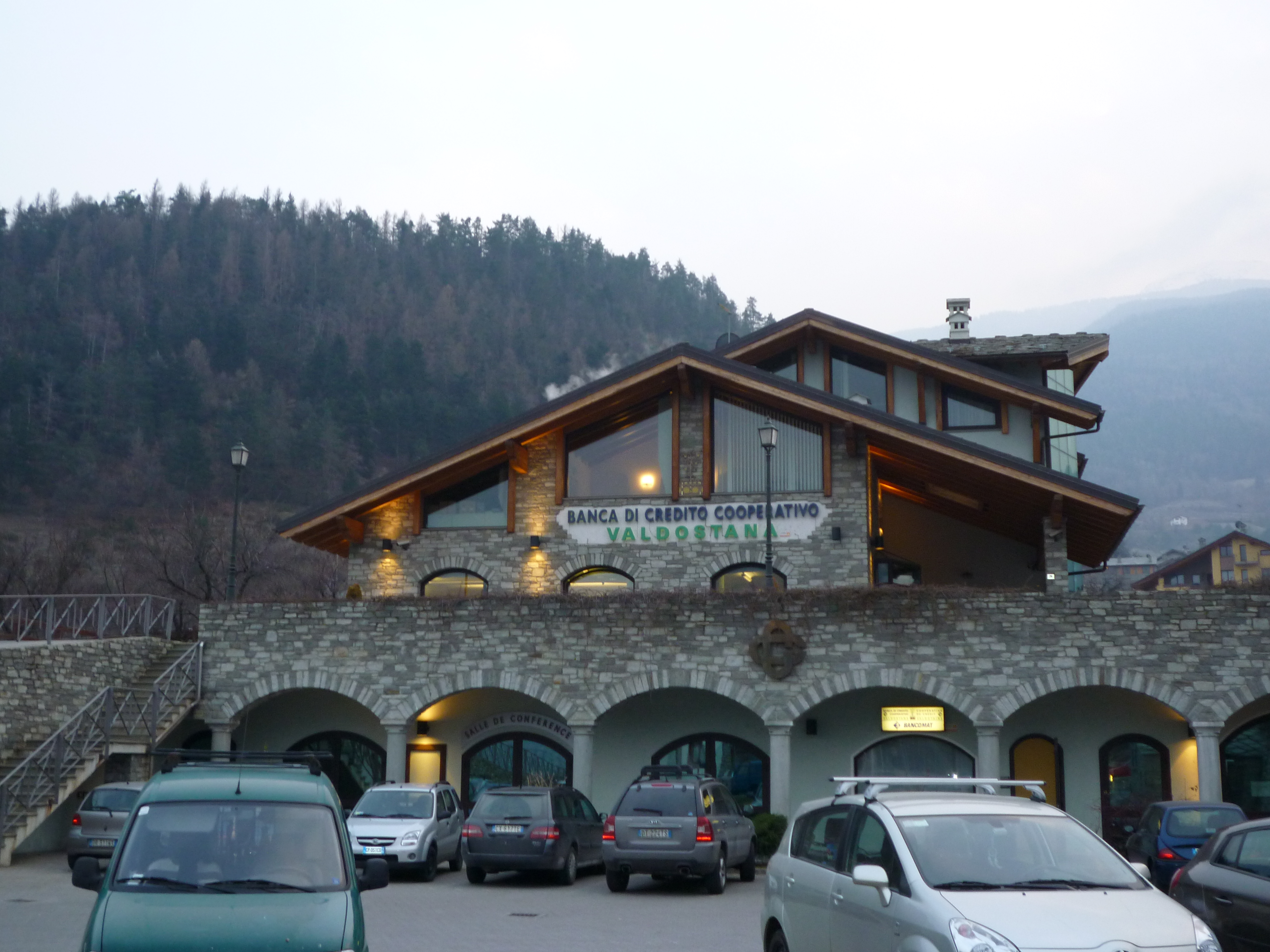
Le siège de Gressan, à Taxel, avec la salle de conférence.
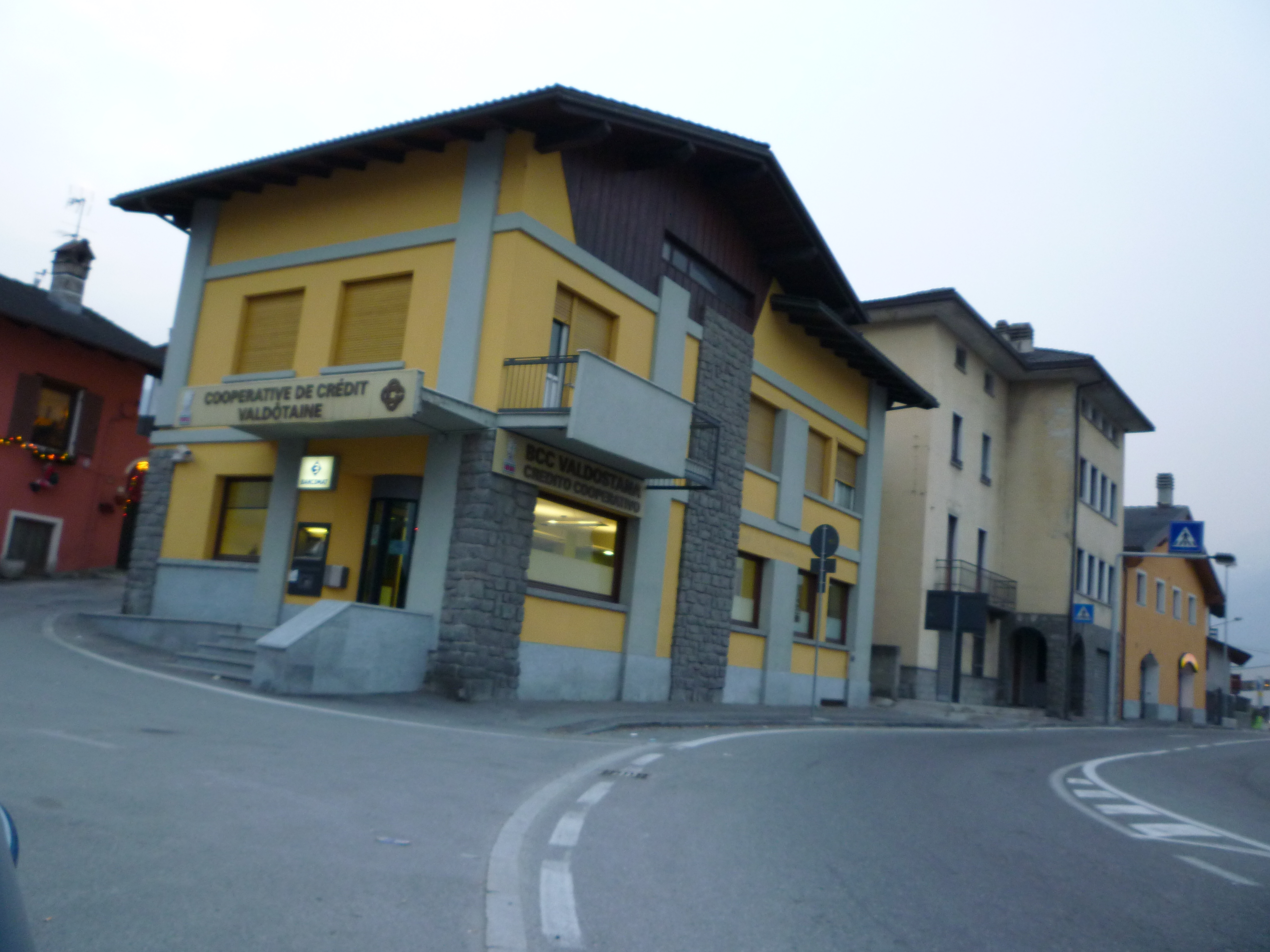
La filiale de Pont-Suaz (Charvensod).
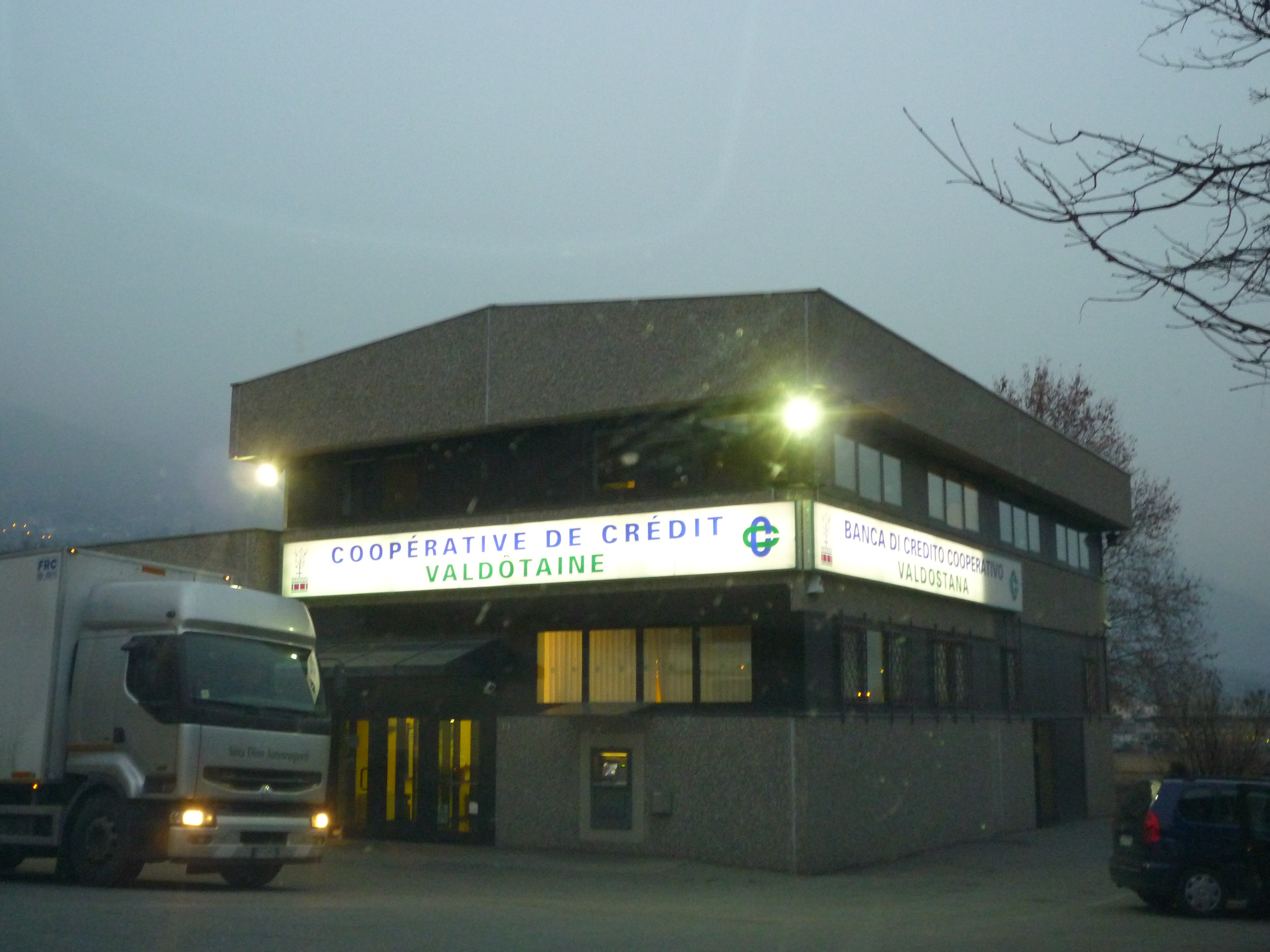
La filiale de la Croix-Noire (Saint-Christophe)
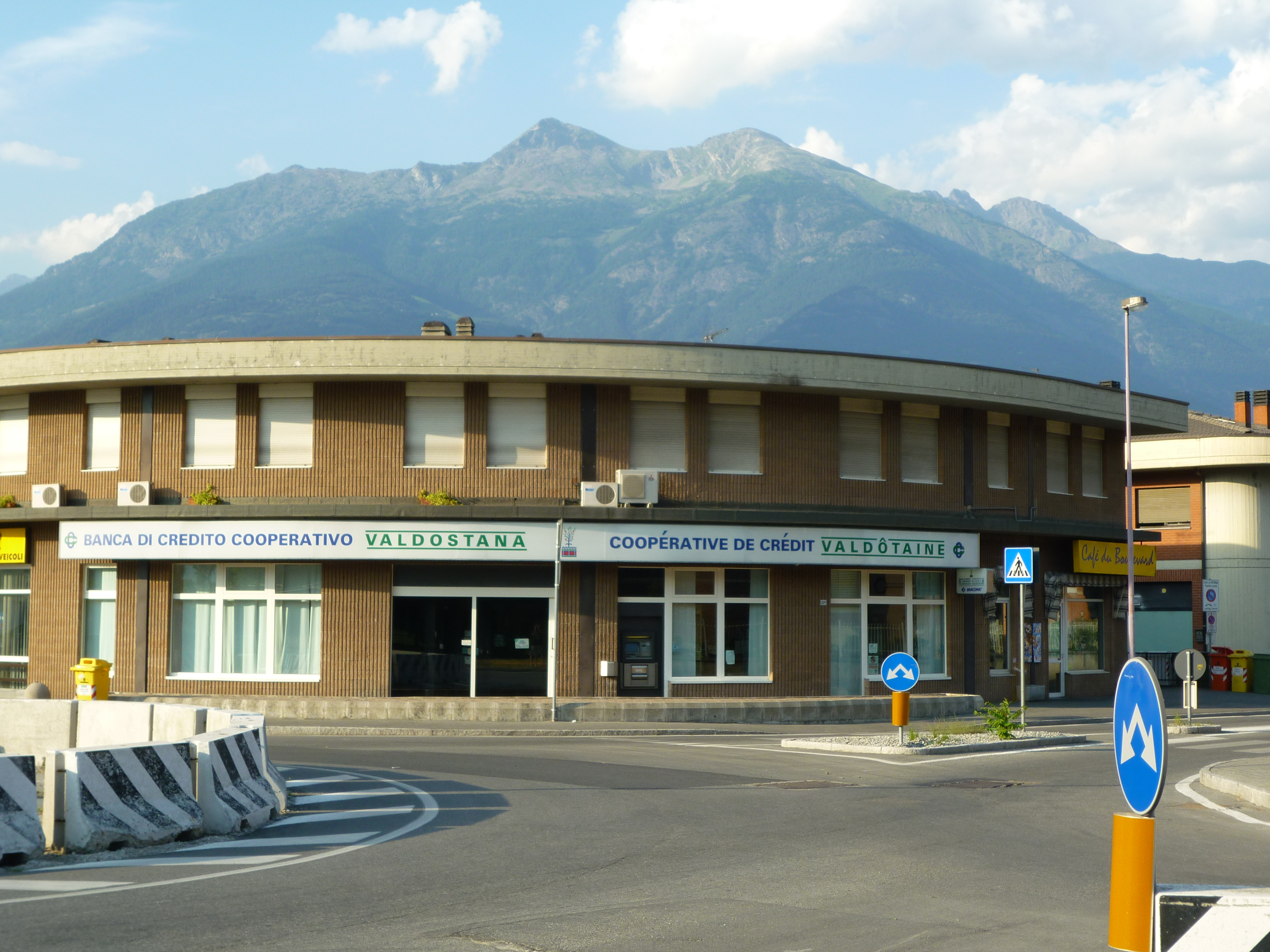
La filiale de l'avenue des Lanciers d'Aoste (Aoste)